# Saltos de Petrohué
Los Saltos del Río Petrohué son cascadas ubicadas a una corta distancia río abajo del lago Todos Los Santos. Se encuentran dentro del parque nacional Vicente Pérez Rosales cercano a la ruta hacia Petrohué, una localidad al borde de aquel lago. Muchos de los turistas que realizan la ruta entre Puerto Varas y Bariloche en Argentina se detienen en este lugar. 
La cascada se encuentra sobre una base de lava basáltica, la cual provino desde el volcán Osorno. El flujo de agua es en promedio de 370 metros cúbicos por segundo, el cual aumenta durante la temporada de lluvia, debido a que el lago Todos los Santos puede aumentar su altura hasta 2 metros. El agua del lago es usualmente clara con un tono verde y azul, pero en los periodos de deshielos desde los cerros cercanos, el agua toma colores marrones y negros, por el arrastre de material volcánico (arena y ceniza).

## Cómo llegar
El acceso a esta reserva se puede realizar a través de la ruta 225-CH desde Puerto Varas, que se encuentra a 64 kilómetros de Petrohue. Existe un servicio de transporte público que realiza este recorrido cada 67 minutos. Durante el camino, se puede observar el paisaje de la selva valdiviana, la sierra Santo Domingo, el lago Llanquihue, el volcán Calbuco y el volcán Osorno. 

## Galería

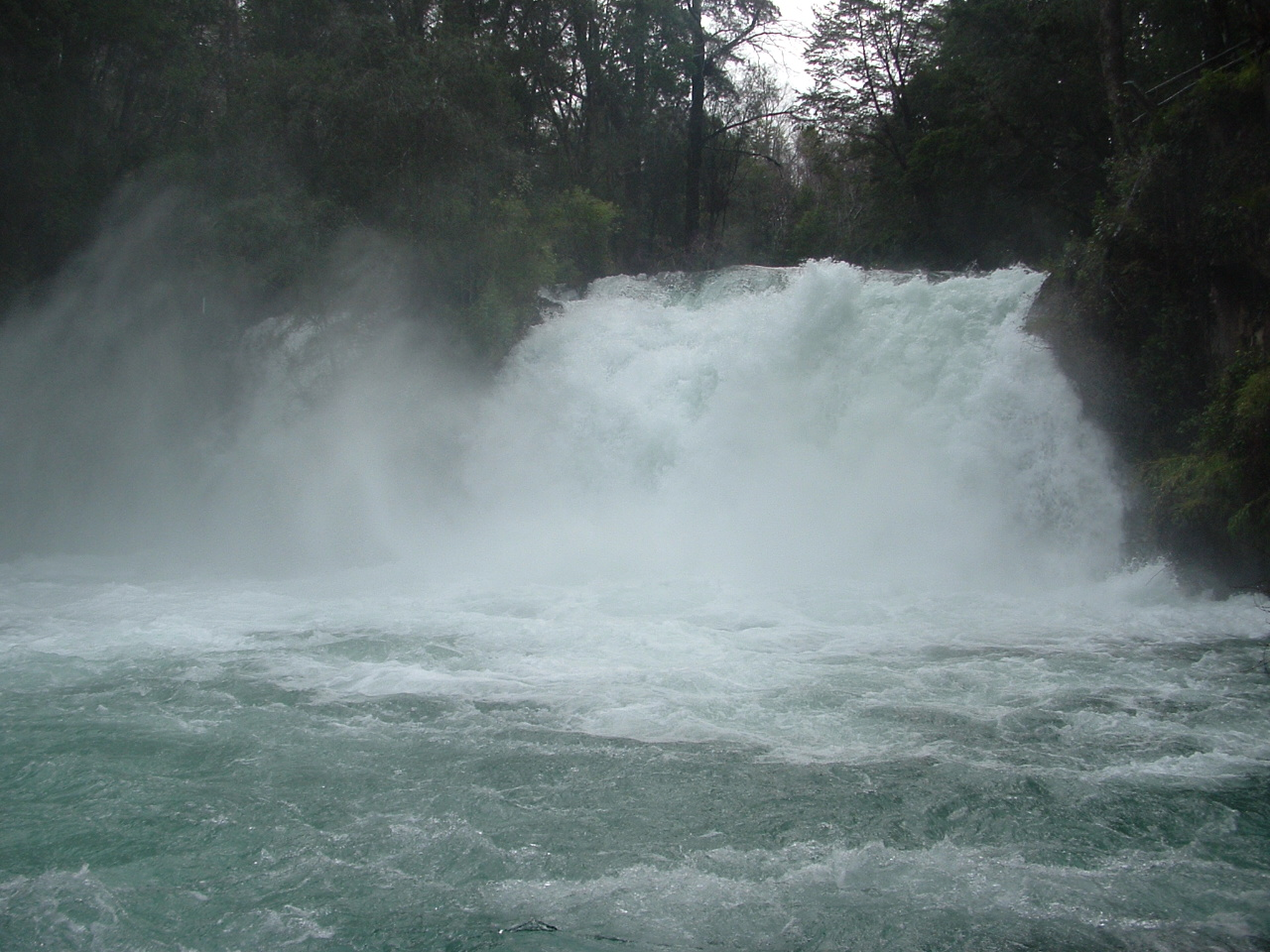
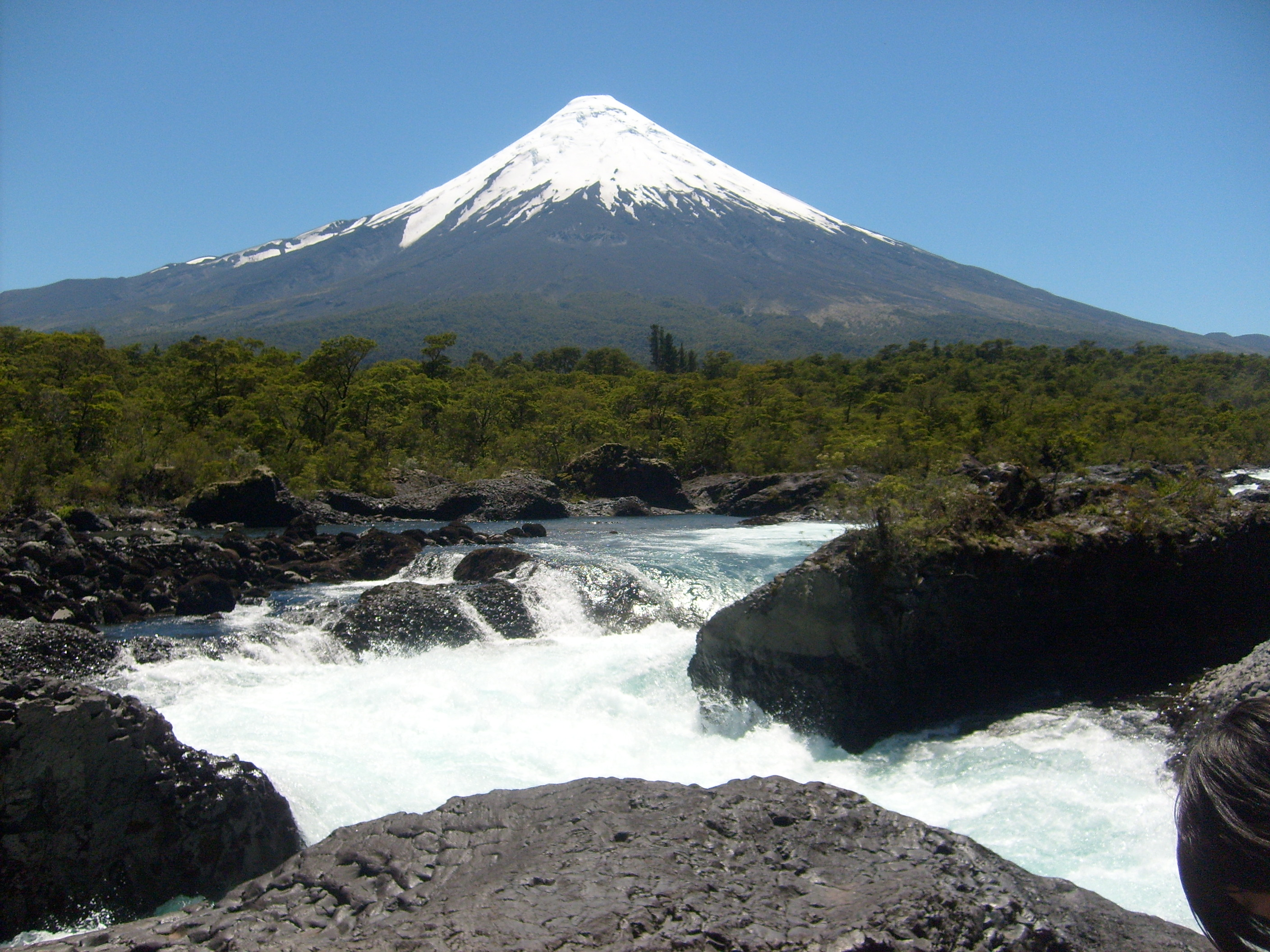
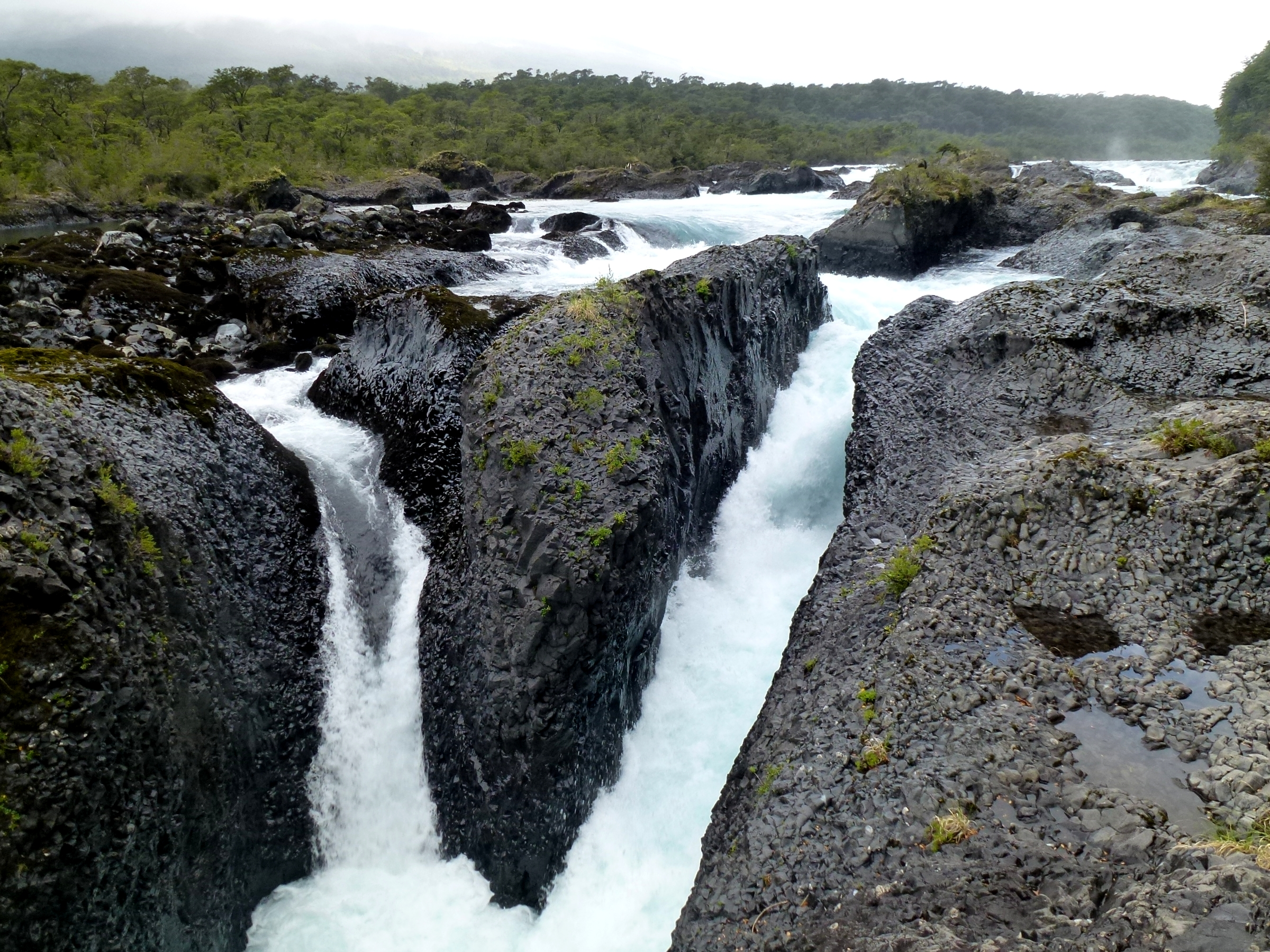
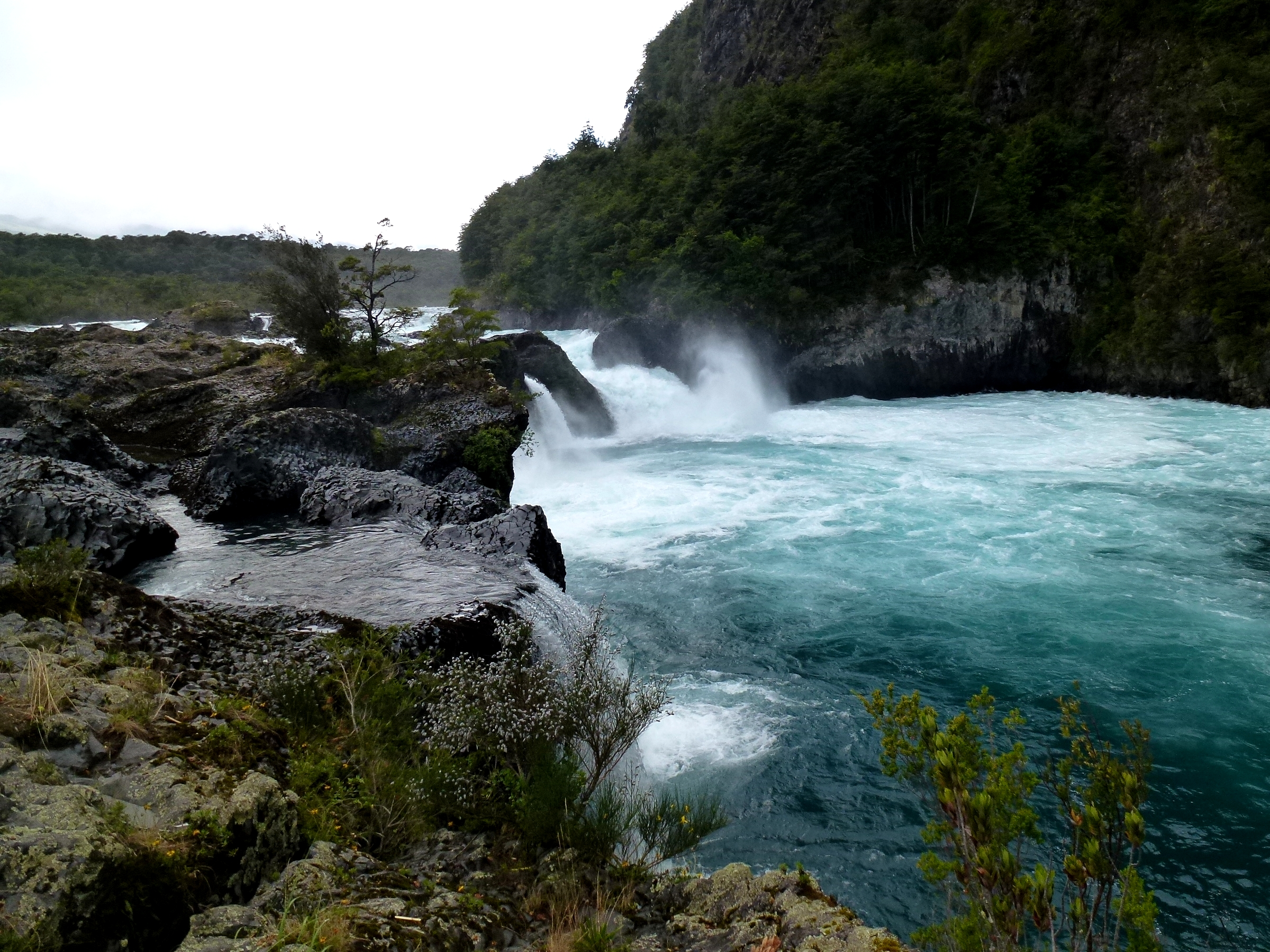